# St. Martin (Bad Schussenried)
St. Martin ist ein Ortsteil der Stadt Bad Schussenried im Landkreis Biberach in Oberschwaben.
Der Weiler liegt circa einen Kilometer nordöstlich von Bad Schussenried. 

## Sehenswürdigkeiten
- Kapelle